# Mixed Signals
Mixed Signals är debutalbumet av den slovakiska sångaren Dominika Stará. Det gavs ut den 23 september 2012 och innehåller 9 låtar.

## Låtlista
| Nr | Titel                      | Längd |
| -- | -------------------------- | ----- |
| 1. | I Can See Myself           | 3:44  |
| 2. | Just a Little Girl         | 3:52  |
| 3. | I Know You Like Me         | 4:03  |
| 4. | Thinking of You            | 3:57  |
| 5. | Don't Stop Me              | 3:31  |
| 6. | Have Some Fun              | 3:20  |
| 7. | Mixed Signals              | 3:32  |
| 8. | Mixed Signals Dub          | 3:34  |
| 9. | Just a Little Girl (Radio) | 2:58  |